# 중추원 (조선)
중추원(中樞院) 또는 중추부(中樞府)는 조선 초기의 군사, 왕명 출납의 사무를 관장하던 중앙 관청의 하나로서, 지금의 방위사업청, 병무청의 기능을 수행하였다. 출납·병기(兵機)·군정(軍政)·숙위(宿衛)·경비(警備)·차섭(差攝) 등의 일을 맡아 보았다. 조선 세조 때인 1466년(세조 12) 이후로 전,현임 퇴직관료 및 국왕이 임명하는 관료가 임시로 재직하는 기관이 되었고, 직책은 명예직이 되었다.

## 역사
1400년(정종 2)에 삼군부(三軍府)라 고치고 중추원 녹관(祿官)에 따라 좌·우복야(左右僕射)를 좌우사(左右使), 중추원승지를 승정원 승지, 도평의사사 녹사를 의정부 녹사, 중추원 당후를 승정원 당후로 고쳤으며, 또 1409년(태종 9)에 중추원으로 고치고, 1436년에는 정1품의 영중추를 신설하였다. 문종실록의 기록에 2명의 판중추원사가 임명되고 3명의 중추원사가 임명된 진 것을 보면 처음 영중추원사를 신설하고 관제가 정비가 되면서 세종 후반대에 중추부와 같은 관제에 이르고 관직명은 추후 정비된 것으로 보인다. 1466년(세조 12)에 중추부로 고치어 일정한 사무없이 문무 당상관으로 임직이 없는 자를 우대하는 의미로 두게 되었다. 왕명 출납기능은 승정원으로, 병력 관련 행정 업무는 삼군부와 병조, 각 위로 이관되었다.

## 청사
중추부 청사는 경복궁 광화문 앞 세종대로의 서편에 있었으며, 두 동의 대청 건물을 중심으로 후원 연못, 대문 등이 존재하였다.

## 구성
중추원 시절에는 판사(判事 : 정2품) 1인, 사(使 : 종2품) 1인, 지사(知事 : 종2품) 1인, 동지사(同知事 : 종2품) 4인, 첨사(僉事 : 종2품) 1인, 부사(副使 : 종2품) 6인, 학사(學士 : 종2품) 1인, 상의원사(商議院事 : 종2품) 3인, 도승지(정3품) 1인, 좌·우승지(정3품) 각 1인, 좌·우부승지(정3품) 각 1인, 당후관(堂後官 : 정7품) 2인, 연리(椽吏 : 정7품 거관) 6인을 두었다. 1436년 세종이 정1품의 영중추원사(領中樞院事)를 신설하였다. 최초의 영중추원사는 세종때 좌의정을 지낸 정렬공 최윤덕이다. 요즘의 국방원로자문회의 급으로 볼 수 있을 것이다.
| 품계  | 관직                                                                                 | 정원                        | 비고        |
| ----- | ------------------------------------------------------------------------------------ | --------------------------- | ----------- |
| 정1품 | 영사(領事)                                                                           | 1명                         | 1436년 신설 |
| 정2품 | 판사(判事)                                                                           | 1명                         |             |
| 종2품 | 사(使) 지사(知事) 동지사(同知事) 첨사(僉事) 부사(副使) 학사(學士) 상의원사(商議院事) | 1명 1명 4명 1명 6명 1명 3명 |             |
| 정3품 | 도승지 좌승지 우승지 좌부승지 우부승지                                               | 각 1명                      |             |
| 정7품 | 당후관(堂後官) 연리(椽吏)                                                            | 2명 6명                     | 거관        |

중추부 시절에는 영사(領事 : 정1품) 1인, 판사(判事 : 종1품) 2인, 지사(知事 : 정2품) 2인, 동지사(同知事 : 종2품) 7인, 첨지사(정3품) 8인, 경력(經歷 : 종4품) 1인, 도사(都事 : 종5품) 1인을 두었으며 경아전(京衙前)의 녹사(綠事) 4인, 서리(書吏) 6인이 이에 속하였다.
| 품계  | 관직                 | 정원 | 비고 |
| ----- | -------------------- | ---- | ---- |
| 정1품 | 영사(領事)           | 1명  |      |
| 종1품 | 판사(判事)           | 2명  |      |
| 정2품 | 지사(知事)           | 2명  |      |
| 종2품 | 동지사(同知事)       | 7명  |      |
| 정3품 | 첨지사(僉知事)(당상) | 8명  |      |
| 종4품 | 경력(經歷)           | 1명  |      |
| 종5품 | 도사(都事)           | 1명  |      |

이후로는 뒤에는 지사·동지사·첨지사 등의 빈자리가 있으면 승전(承傳)한 의관(醫官)·역관(譯官)을 보충하였는데, 이들은 30개월을 한정하여 체(遞)하고 동지·첨지사의 노인직(老人職)으로써 승자(陞資)하여 임명된 자는 3개월에 한하도록 하며, 대신 이외의 자는 영사에 임명할 수 없었다. 또한 총재(冢宰 : 이조판서)·종백(宗伯 : 예조판서) 또는 사마를 지내지 않는 자는 판사에 임명할 수 없고, 노인직의 자헌대부는 문관·음관·무관을 막론하고 4품의 실직을 지내지 않으면 지사에 임명할 수 없다. 그리고 백세 이상 된 자가 있으면 동지사(同知事)에 정원 이외로 직석(職席)을 가설하여 그 1인만을 추천 임명하고 지사·동지사·첨지사 등에 정원 이외로 임시 가설한 직석에 대하여는 재직 1개월이 지나면 그 관직을 파면하였고 운대관(雲臺官)은 의관·역관과 더불어 일체로 후보자에 추천하였다.

## 같이 보기
- 삼군부